# Rebab

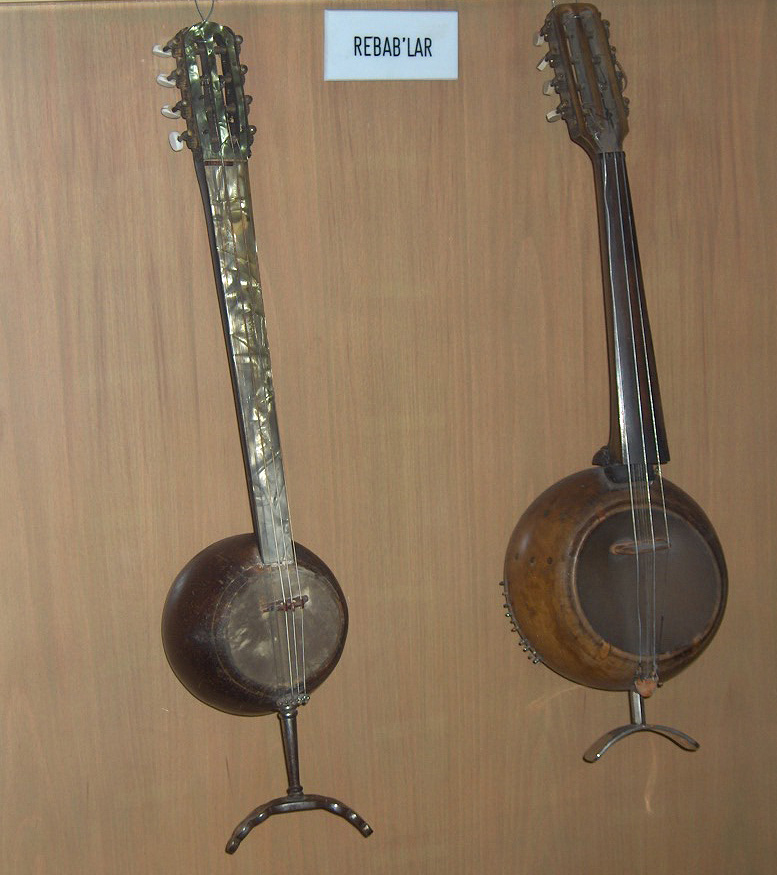
Turecké rebaby vystavené v Mevlâna mausoleum

Rebab je smyčcový strunný hudební nástroj persko-arabského původu.

## Historie
Rebab, (jinak také rebap, rabab, rebeb, rababah, nebo al-rababa) je typ strunného nástroje pojmenován nejpozději v 8. století a do českých zemí rozšířen především z islámských obchodních cest převážně ze severní Afriky, Středního východu, částí Evropy a Dálného východu.

## Popis nástroje
Rebab má malé, obvykle kulaté tělo, jehož přední část je potažena membránou z ovčí kůže. Dlouhý úzký krk s kolíčkovou mechanikou nemá pražce. Nástroj mívá jednu, dvě nebo tři struny, na které se hraje smyčcem, více zakřiveným než u houslí. Rebab se drží svisle, může se opírat bodcem o zem.
Rebab je ceněný pro svůj zvuk podobný zpěvu. Má však velmi omezené zvukové rozpětí (méně než oktávu) a byl proto postupně nahrazen po celém arabském světě houslemi. Je příbuzný iráckému nástroji djose, který má 4 struny.